# Letiště Altenburg-Nobitz
Letiště Lipsko-Altenburg je malé letiště v jihovýchodním Durynsku v Německu u města Altenburg.
Irská nízkonákladová společnost Ryanair odtud do března 2011 provozovala celoročně pravidelné lety do Londýna-Stanstedu, v letní sezóně do Girony u Barcelony a do skotského Edinburghu.